# Harald Leibrecht

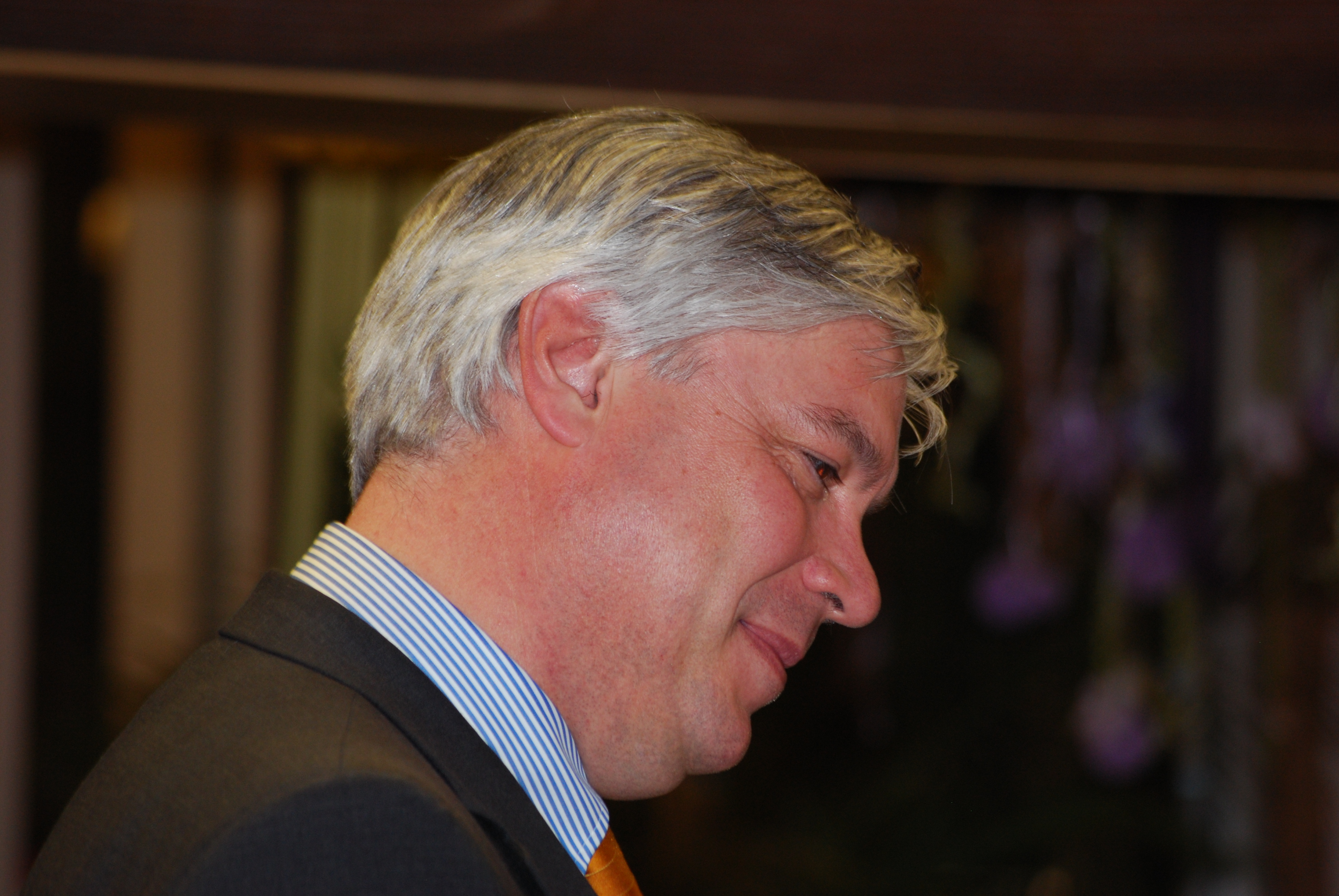
Harald Leibrecht (2011)

Harald Leibrecht (* 14. Oktober 1961 in Evanston, Illinois) ist ein deutscher ehemaliger Politiker (FDP). Er war von 2002 bis 2013 Mitglied des Deutschen Bundestages.

## Leben und Beruf
Leibrecht ist Sohn des deutsch-amerikanischen Theologen, Hochschullehrers und Unternehmers Walter Leibrecht. Nach der allgemeinen Schulausbildung absolvierte Harald Leibrecht ein Studium der Internationalen Betriebswirtschaft (International Business) in Straßburg, Heidelberg, London und den USA, das er mit dem Abschluss eines Master of Business Administration (MBA/USA) beendete. Leibrecht ist Unternehmer.
Leibrecht ist u. a. Mitglied im Rotary Club Bietigheim-Vaihingen, in der Deutsch-Arabischen Freundschaftsgesellschaft, in der Atlantik-Brücke, in der Deutsch Atlantischen Gesellschaft e. V., in der Deutschen Gesellschaft für Auswärtige Politik, im Theodor Heuss Freundeskreis e. V. und im Kindern eine Chance e. V. Ingersheim. 2003 wurde er in die Synode der Evangelischen Kirche in Deutschland berufen.
2017 wurde durch die „Paradise Papers“ bekannt, dass Leibrecht Miteigentümer des Schlosses Wickham Court in Südengland war, das bei einer Briefkastenfirma im Steuerparadies Jersey angemeldet war. Leibrecht verteidigte diese Konstruktion, machte aber keine näheren Angaben zum Zweck.
Er ist verheiratet und hat vier Kinder.

## Politik
Seit 1984 ist er Mitglied der FDP. Leibrecht war Vorsitzender des FDP-Kreisverbandes Ludwigsburg und Schatzmeister im FDP-Bezirksverband Region Stuttgart. Er gehörte dem Präsidium und dem Landesvorstand der FDP Baden-Württemberg an.

### Bundestagsabgeordneter
Leibrecht war von 2002 bis 2013 Mitglied des Deutschen Bundestages. Hier war er Vorsitzender der Landesgruppe Baden-Württemberg in der Fraktion der Freien Demokraten. Leibrecht war Mitglied im Auswärtigen Ausschuss, Mitglied des Ausschusses für wirtschaftliche Zusammenarbeit und Entwicklung und der Unterausschüsse für Auswärtige Kultur- und Bildungspolitik, Vereinte Nationen, Abrüstung und Rüstungskontrolle. Er war Sprecher der FDP-Fraktion für Auswärtige Kulturpolitik und von 2009 bis Juli 2011 entwicklungspolitischer Sprecher und Obmann der FDP-Fraktion im Entwicklungsausschuss. Leibrecht war außerdem Ko-Vorsitzender des Tibet-Gesprächskreises im Deutschen Bundestag und gehörte der Parlamentarischen Versammlung des Europarats mit Sitz in Straßburg an.
Leibrecht trat bei der Bundestagswahl 2009 zum wiederholten Male als FDP-Direktkandidat im Wahlkreis 266 Neckar-Zaber an und erzielte 14,7 Prozent der Erststimmen. Er ist stets über die Landesliste Baden-Württemberg in den Bundestag eingezogen. Nachdem er im Juli 2012 einstimmig erneut zum Wahlkreiskandidaten für die kommende Bundestagswahl 2013 gewählt worden war, kündigte er am 14. August 2012 seinen Verzicht auf die Kandidatur und seinen Rückzug aus der Politik an.

### Koordinator für die transatlantischen Beziehungen
Von 2011 bis 2014 war Leibrecht der Koordinator der Bundesregierung für die transatlantische Zusammenarbeit im Auswärtigen Amt. Der Schwerpunkt seiner Arbeit im Auswärtigen Amt lag auf den zivilgesellschaftlichen Beziehungen mit den USA und Kanada im Bereich der Kultur, Bildung und Wissenschaft.